# Ischnoleomimus foveatus
Ischnoleomimus foveatus là một loài bọ cánh cứng trong họ Cerambycidae.